# Казаков, Яков Лаврентьевич
Я́ков Лавре́нтьевич Казако́в (14 ноября 1911 — 12 августа 1983) — командир расчёта 76-мм орудия 493-го отдельного пулемётно-артиллерийского батальона (159-й Днестровский укреплённый район, 40-я армия, 4-й Украинский фронт), сержант.

## Биография
Яков Лаврентьевич Казаков родился в крестьянской семье в деревне Светова Севского уезда Орловской губернии (в настоящее время Севский район Брянской области). В 1924 году окончил 4 класса школы. Работал в колхозе «Лутицкий».
В 1933 году Севским райвоенкоматом был призван в ряды Красной армии. В 1935 году по окончании службы вернулся на родину. С началом Великой Отечественной войны вновь был призван в Красную армию, воевал на Западном фронте. С декабря 1941 года по май 1943 года воевал в партизанском отряде имени М. В. Фрунзе в Гомельской области.
С возвращением Красной армии вновь встал в строй.
В боях за румынский город Гура-Гуморулуй (28 км юго-западнее Сучавы) 5 сентября 1944 года командир расчёта сержант Казаков вместе со своим расчётом уничтожил пулемётную точку, подавил огонь двух миномётных батарей, уничтожил до 15 солдат противника. Приказом по корпусу от 6 октября 1944 года он был награждён орденом Славы 3-й степени.
1 декабря 1944 года Сержант Казаков по личной инициативе занял открытую огневую позицию в 200—300 метрах от пулемётов противника. Работая за наводчика, уничтожил 3 пулемётные точки противника, которые вели сильный огонь и препятствовали пехоте, форсировавшей реку Бодрог, чем способствовал успешному форсированию реки. Уничтожил до 40 солдат и офицеров противника. Несмотря на то, что у орудия работали 2 человека, Сержант Казаков под сильным пулемётным и артиллерийско-миномётным огнём противника огня не прекращал. Командованием 40-й армии приказом от 31 марта 1945 года он был награждён орденом Славы 2-й степени. В связи с тем, что это награждение было повторным, Указом Президиума Верховного Совета СССР от 27 февраля 1958 года он был перенаграждён орденом Славы 1-й степени.
23 февраля 1945 года возле деревни Витанова в Словакии сержант Казаков со своим расчётом на открытой огневой площадке огнём своего орудия отразил атаку противника, уничтожил группу гранатомётчиков и до 25 солдат противника. Также не допустил захвата противником 2-х 76-мм орудий, расчёты которых были убиты, помог отразить натиск противника на ЦТС и КНП батальона, не дал возможности противнику маневрировать, держа его под огнём, организовал доставку боеприпасов к орудию, чем способствовал успеху боя. Командованием батальона был представлен к ордену Отечественной войны 1-й степени. Приказом по 18-й армии от 18 марта 1945 года он был награждён орденом Славы 2-й степени.
Указом Президиума Верховного Совета СССР от 27 февраля 1958 года он был перенаграждён орденом Славы 1-й степени.
Демобилизовался в декабре 1948 года. Вернулся в посёлок Лутицкий, работал в совхозе. Член КПСС с 1954 года.
Скончался Яков Лаврентьевич Казаков 28 февраля 1983 года.